# Вирджинская армия во втором сражении при Булл-Ран
Федеральная Вирджинская армия генерал-майора Джона Поупа состояла в августе 1862 года из трёх корпусов, но к началу второго сражения при Булл-Ран в распоряжении Поупа было только два корпуса и кавалерийская бригада от третьего корпуса. На усиление Поупа были направлены корпуса Потомакской армии, но к началу сражения успели подойти только III, V и IX корпуса. Численность армии Поупа постоянно менялась. В его трёх пехотных корпусах числилось 43 00 человек. 14 августа к нему присоединился IX корпус (8 000), доведя численность его армии до 51 000 человек. Позже к нему присоединились III и V корпуса, которые насчитывали около 30 000. Однако, невозможно сказать, сколько точно человек имелось в распоряжении Поупа к началу сражения 29 августа.

## Вирджинская армия
Командующий: генерал-майор Джон Поуп
Штабной эскорт:
- 1-й Огайский кавалерийский полк (роты А и С)
- 5-й Нью-Йоркский кавалерийский полк (7 рот)
- 36-й Огайский кавалерийский полк: полковник Джордж Крук

### I корпус Вирджинской армии (Одиннадцатый корпус Потомакской армии)
Командующий: генерал-майор Франц Зигель
Дивизия бригадного генерала Роберта Шенка
- Бригада Джулиуса Стахела[англ.]
  - 8-й Нью-Йоркский пехотный полк: подп. Карл Хедтерич
  - 41-й Нью-Йоркский пехотный полк: подп. Эрнст Хольмстедт
  - 45-й Нью-Йоркский пехотный полк: подп. Эдвард Вратислав
  - 27-й Пенсильванский пехотный полк: полк. Адольфус Башбек
  - Нью-Йоркский легкоартиллерийский полк, 2- батарея: лт. Блюм
- Бригада Натаниеля Маклина
  - 25-й Огайский пехотный полк: полк. Уильям Ричардсон
  - 55-й Огайский пехотный полк: полк. Джон Ли
  - 73-й Огайский пехотный полк: полк. Орланд Смит
  - 75-й Огайский пехотный полк: май. Роберт Рейли
  - 1-й Огайский легкоартиллеийский полк, батарея К: лт. Джордж Хаскин

Дивизия бригадного генерала Адольфа фон Штейнвера
- Бригада Джона Колтеса
  - 29-й Нью-Йоркский пехотный полк: полк. Клеменс Соэст (р.), май. Луис Хартман
  - 68-й Нью-Йоркский пехотный полк: подп. Джон Клифиш
  - 73-й Пенсильванский пехотный полк: подп. Густавус Мюлек

Дивизия бригадного генерала Карла Шурца
- Бригада Александра Шиммельфенига
  - 61-й Огайский пехотный полк: подп. Стивен Макгроарти
  - 74-й Пенсильванский пехотный полк: май. Франц Блессинг
  - 8-й Западновирджинский пехотный полк: ка. Хэджмен Слак
  - Пенсильванский легкоартиллерийский полк, батарея F: кап. Роберт Хэмптон
- Бригада Владимира Кржижановски
  - 54-й Нью-Йоркский пехотный полк: подп. Чарльз Эшби
  - 58-й Нью-Йоркский пехотный полк: май. Уильям Хэнкель (р.), кап. Фредерик Браун
  - 75-й Пенсильванский пехотный полк: подп. Фрэнсис Малер
  - 2-й Нью-Йоркский легкоартиллерийский полк, батарея L: кап. Джекоб Ромер
- Приданы:
  - 3-й Западновирджинский кавалерийский полк, рота С: кап. Джонатан Сталь
  - 1-й Огайский легкоартиллерийский полк, батарея I: кап. Хьюберт Дилджер

В прямом корпусном подчинении:
- Бригада Роберта Милрой
  - 82-й Огайский пехотный полк: полк. Джеймс Кентвелл (уб.), подп. Джеймс Робинсон
  - 2-й Западновирджинский пехотный полк: полк. Джордж Латхам
  - 3-й Западновирджинский пехотный полк: полк. Дэвид Хевес
  - 5-й Западновирджинский пехотный полк: полк. Джон Зейглер
  - 1-й Западновирджинский кавалерийский полк, роты С, Е, L: май. Джон Креппс
  - Огайский легкоартиллерийский полк, 12-я батарея: кап. Аарон Джонсон
- Кавбригада Джона Бердсли
  - 1-й Коннектикутский кавалерийский батальон
  - 1-й Мерилендский кавалерийский полк: подп. Чарльз Уэтшски
  - 4-й Нью-Йоркский каваоерийский полк: подп. Феррис Назер
  - 9-й Нью-Йоркский каваоерийский полк: майор Чарльз Нокс
  - 6-й Огайский кавалерийский полк: полк. Уильям Ллойд
- Артиллерийский резерв капитана Луиса Ширмера

### II корпус Вирджинской армии (XII корпус Потомакской армии)
(Во время сражения корпус находился у Бристо-Стейшен, но присутствовала кавалерийская бригада Бьюфорда и батарея Макджилвери)
- Кавалерийская бригада бр. ген. Джона Бьюфорда
  - 1-й Мичиганский кавалерийский полк: полк. Торнтон Бродхэд (уб.), май. Чарльз Тоун
  - 5-й Нью-Йоркский кавалерийский полк: полк. Отнель Дефоррест
  - 1-й Вермонтский кавалерийский полк: полковник Чарльз Томпкинс
  - 1-й Западновирджинский кавалерийский полк: подп. Натаниель Ричмонд
- 6-я Мэнская легкоартиллерийская батарея: кап. Фриман Макджилвери[англ.]

### III корпус Вирджинской армии (Первый корпус Потомакской армии)
Командующий: генерал-майор Ирвин Макдауэлл.
Дивизия бригадного генерала Руфуса Кинга
(28 августа Кинг сдал командование Джону Хэтчу, который после ранения сдал командование Эбнеру Даблдею) 
- Бригада Джона Хэтча
  - 22-й Нью-Йоркский пехотный полк: подп. Джон Макки младш.
  - 24-й Нью-Йоркский пехотный полк: кап. Джон О'Брайан (р)
  - 30-й Нью-Йоркский пехотный полк: полк. Уильям Сиринг
  - 84-й Нью-Йоркский пехотный полк (14-й милиционный): май. Уильям де Бовуаз
  - 2-й снайперский полк: полк. Генри Пост(р)
- Бригада Эбнера Даблдея
  - 76-й Нью-Йоркский пехотный полк: кап. Джон Янг
  - 95-й Нью-Йоркский пехотный полк май. Эдвард Пай
  - 56-й Пенсильванский пехотный полк: кап. Фредерик Уильямс
- Бригада Марсена Патрика
  - 21-й Нью-Йоркский пехотный полк: полк. Уильям Роджерс
  - 23-й Нью-Йоркский пехотный полк: полк. Генри Хоффман
  - 35-й Нью-Йоркский пехотный полк: полк. Ньютон Лорд
  - 80-й Нью-Йоркский пехотный полк (20-й милицейский): подп. Тоедор Гейтс
- Бригада Джона Гиббона
  - 19-й Индианский пехотный полк: полк. Соломон Мередит
  - 2-й Висконсинский пехотный полк: полк. Эдгар О'Коннер (уб.)
  - 6-й Висконсинский пехотный полк: полк Лизандер Катлер (р.)
  - 7-й Висконсинский пехотный полк: полк. Уильям Робинсон (р.), подп. Чарльз Гамильтон (р.)
- Артиллерия:
  - Нью-Гемпширский, легкоартиллерийский, 1-я батарея, лт. Фредерик Эджелл
  - 1-й Род-Айлендский легкоартиллерийский, батарея D, кап. Альберт Монро
  - 1-й Нью-Йоркский легкоартиллерийский, батарея L, кап. Джон Рейнольдс
  - 4-й артиллерийский, батарея В, кап. Джозеф Кэмпбелл (р), лт. Джеймс Стюарт

Дивизия бригадного генерала Джеймса Рикеттса
- Бригада Абрама Дьюри
  - 97-й Нью-Йоркский пехотный полк: подп. Джон Споффорд
  - 104-й Нью-Йоркский пехотный полк: май. Льюис Скиннер
  - 105-й Нью-Йоркский пехотный полк: полк. Ховард Кэрролл
  - 107-й Пенсильванский пехотный полк: полк. Томас Маккоу
- Бригада Зеалуса Тоуэра (после его ранения - Уильям Кристиан)
  - 26-й Нью-Йоркский пехотный полк: полк. Уильям Кристиан, подп. Ричард Ричардсон
  - 94-й Нью-Йоркский пехотный полк: полк. Адриан Рут
  - 88-й Пенсильванский пехотный полк: подп. Джозеф Маклин (уб.), май. Джордж Жиль
  - 97-й Пенсильванский пехотный полк: полк. Питер Лиль
- Бригада Джорджа Хартсуффа (Под ком. полковника Джона Стайлса)
  - 12-й Массачусетский пехотный полк: полк. Флетчер Вебстер[англ.] (уб.)
  - 13-й Массачусетский пехотный полк: полк. Самуэль Леонард
  - 83-й Нью-Йоркский (9-й милиционный): подп. Уильям Этербери
  - 11-й Пенсильванский пехотный полк: полк. Ричард Коултер
- Бригада полковника Джозефа Тоберна
  - 7-й Индианский пехотный полк: полк. Джон Чик
  - 84-й Пенсильванский пехотный полк: полк. Самуэль Боуман
  - 110-й Пенсильванский пехотный полк: полк. Уильям Льюис Мл.
  - 1-й Западновирджинский пехотный полк: подп. Генри Хабард
- Артиллерия:
  - 1-й Пенсильванский легкоартиллерийский полк, батарея F: кап. Эзра Мэтьюз
  - Пенсильванский легкоартиллерийский полк, батарея С: кап. Джеймс Томпсон

Дивизия бригадного генерала Джона Рейнольдса
- Бригада Джорджа Мида
  - 3-й Пенсильванский резервный: полк. Горацио Сайкел
  - 4-й Пенсильванский резервный: полк. Альберт Маджилтон
  - 7-й Пенсильванский резервный: подп. Роберт Гендерсон (р.)
  - 8-й Пенсильванский резервный: кап. Уильям Лемон
  - 13-й Пенсильванский резервный (Роты A, B, D, E, F и K): полк. Хью Макнейл
- Бригада Трумана Сеймура
  - 1-й Пенсильванский резервный: полк. Ричард Робертс
  - 2-й Пенсильванский резервный: полк. Уильям Маккендлес
  - 5-й Пенсильванский резервный: подп. Джордж Дейр
  - 6-й Пенсильванский резервный: полк. Уильям Синклер
- Бригада Конрада Джексона[англ.] (29 августа сдал командование полковнику Мартину Хардину)
  - 9-й Пенсильванский резервный: подп. Роберт Андерсон
  - 10-й Пенсильванский резервный: полк. Джеймс Кирк
  - 11-й Пенсильванский резервный: подп. Самуэль Джексон
  - 12-й Пенсильванский резервный: полк. Мартин Хардин, кап. Ричард Гастин
- Артиллерия:
  - 1-й Пенсильванский легкоартиллерийский, батарея А: лейт. Джон Симпсон
  - 1-й Пенсильванский легкоартиллерийский, батарея В: кап. Джеймс Купер
  - 1-й Пенсильванский легкоартиллерийский, батарея G: кап. Марк Керн
  - 5-й артиллерийский, батарея С: кап. Данбар Ренсом

В прямом подчинении:
...

## Потомакская армия

### III корпус
Командующий: генерал-майор Самуэль Хейнцельман
Дивизия генерал-майора Филипа Керни
- Бригада Джона Робинсона
  - 20-й Индианский пехотный полк: полк. Уильям Браун (уб.) май. Джон Уилер
  - 30-й Огайский пехотный полк (6 рот): подп. Теодор Джонс
  - 63-й Пенсильванский пехотный полк: полк. Александер Хейс (р.), кап. Джеймс Райан (р.)
  - 105-й Пенсильванский пехотный полк: подп. Кельвин Крейг (р.)
- Бригада Дэвида Бирни
  - 3-й Мэнский пехотный полк: кап. Мосес Лейкман
  - 4-й Мэнский пехотный полк: полк. Элия Уокер
  - 1-й Нью-Йоркский пехотный полк: май. Эдвин Берт
  - 38-й Нью-Йоркский пехотный полк: полк.Хобард Уорд
  - 40-й Нью-Йоркский пехотный полк: полк. Томас Эган
  - 101-й Нью-Йоркский пехотный полк: подп. Нельсон Геснер
  - 57-й Пенсильванский пехотный полк: май. Уильям Бирни
- Бригада Орландо По[англ.]
  - 2-й Мичиганский пехотный полк: подполк. Луис Доллман
  - 3-й Мичиганский пехотный полк: полк. Стивен Чемплин (р.), май. Байрон Пирс
  - 5-й Мичиганский пехотный полк: кап. Уильям Уэйкеншоу
  - 37-й Нью-Йоркский пехотный полк: полк. Самуэль Хайман
  - 2-й Мичиганский пехотный полк: полк Эшер Лейди
- Артиллерия
  - 1-й Род-Айлендский артиллерийский полк, батарея Е: кап. Джордж Рендольф
  - 1-й артиллерийский полк, батарея К: кап. Уильям Грехам

Дивизия генерал-майора Джозефа Хукера
- Бригада Кавье Грове[англ.]
  - 1-й Массачусетский пехотный полк: полк. Роберт Годвин
  - 11-й Массачусетский пехотный полк: полк. Уильям Блесделл
  - 16-й Массачусетский пехотный полк: май. Гарднер Бэнкс
  - 2-й Нью-Гемпширский пехотный полк: полк. Джилман Марстон
  - 26-й Пенсильванский пехотный полк: май. Роберт Бодине
- Бригада Нельсона Тейлора (Эксельсиорская бригада)
  - 70-й Нью-Йоркский пехотный полк: кап. Чарльз Янг
  - 71-й Нью-Йоркский пехотный полк: кап. Оуэн Мерфи
  - 72-й Нью-Йоркский пехотный полк: кап. Харман Блисс
  - 73-й Нью-Йоркский пехотный полк: кап. Уильям Бернс
  - 74-й Нью-Йоркский пехотный полк: май. Эдвард Прайс
- Бригада Джозефа Карра[англ.]
  - 5-й Нью-Джерсийский пехотный полк: подп. Уильям Сьюэлл
  - 6-й Нью-Джерсийский пехотный полк: полк. Гершом Мотт (р.), подп. Джордж Берлинг
  - 7-й Нью-Джерсийский пехотный полк:  полк. Джозеф Ривере
  - 8-й Нью-Джерсийский пехотный полк:  подп. Уильям Уорд (р.), кап. Джон Тьют (уб.)
  - 2-й Нью-Йоркский пехотный полк: кап. Сидни Парк
  - 115-й Пенсильванский пехотный полк: подп. Роберт Томпсон

### V корпус
Командующий: генерал-майор Фицджон Портер
Дивизия генерал-майора Даниеля Баттерфилда (Баттерфилд замещал генерала Морелла, который со 2-й бригадой остался в Сентервилле)
- Бригада Чарльза Робертса
  - 2-й Мэнский пехотный полк: май. Даниель Сержент
  - 18-й Массачусетский пехотный полк: май. Джозеф Хейес
  - 22-й Массачусетский пехотный полк: подп. Уильям Тилтон (полк был оставлен в Сентервилле)
  - 1-й Мичиганский пехотный полк: полк. Хорас Робертс (уб.), кап. Эмори Белтон
  - 13-й Нью-Йоркский пехотный полк: полк. Элиша Маршалл
  - 25-й Нью-Йоркский пехотный полк: полк. Чарльз Джонсон
- Бригада Чарльза Гриффина (бригада была оставлена в Сентервилле)
  - 2-й пехотный полк округа Колумбия: полк. Чарльз Александер
  - 9-й Массачусетский пехотный полк: полк. Патрик Гуини
  - 32-й Массачусетский пехотный полк: полк. Фрэнсис Паркер
  - 4-й Мичиганский пехотный полк: полк. Джонатан Чайлдс
  - 14-й Нью-Йоркский пехотный полк: полк. Джеймс Макквад
  - 62-й Пенсильванский пехотный полк: полк. Джэкоб Швейцер
- Бригада Генри Ленсинга (30 августа сдал командование Генри Уиксу)
  - 16-й Мичиганский пехотный полк: кап. Томас Берри
  - 12-й Нью-Йоркский пехотный полк: полк. Генри Уикс, кап. Эдриан Рут (р.), кап. Уильям Хьюсон
  - 17-й Нью-Йоркский пехотный полк: полк. Генри Ленсинг
  - 44-й Нью-Йоркский пехотный полк: полк. Джеймс Райс
  - 83-й Пенсильванский пехотный полк: подп Хью Кэмпбелл (р.), май. Уильям Лэмонт
- Спайпера:
  - 1-й снайперский полк: полк. Хайрем Бердан

Дивизия бригадного генерала Джорджа Сайкса
- Бригада Роберта Бьюкенена[англ.]
  - 3-й пехотный: кап. Джон Уилкинс
  - 4-й пехотный: кап. Джозеф Коллинз (р.), кап. Хайем Дриер
  - 12-й пехотный, 1-й батальон: кап. Мэтью Блант
  - 14-й пехотный, 1-й батальон: кап. Джон О'Коннел (р.), кап. Харви Браун
  - 14-й пехотный, 2-й батальон: кап. Дэвид Маккиббин
- Бригада Уильяма Чапмена
  - 1-й и 6-й пехотные: кап. Леви Бутс
  - 2-й и 10-й пехотные: май. Чарльз Ловелл
  - 11-й пехотный: май. Деланси Флойд-Джонс
  - 17-й пехотный: май. Джордж Эндрюс
- Бригада Говернора Уоррена
  - 5-й Нью-Йоркский пехотный полк: кап. Кливленд Уинслоу
  - 10-й Нью-Йоркский пехотный полк: подп. Джон Бендикс
- Артиллерия кап. Стивен Уид
  - 1-й артиллерийский полк, батареи E и G: лт. Элансон Рэндол
  - 5-й артиллерийский полк, батарея I: кап. Стивен Уид
  - 5-й артиллерийский полк, батарея К: кап. Джон Смид (уб.), лт. Уильям ван Рид

### IX корпус
Командующий: генерал-майор Джессе Рено
Дивизия бригадного генерала Исаака Стивенса
- Бригада Бенжамина Крайста
  - 8-й Мичиганский пехотный полк: подп. Фрэнк Грейвс
  - 50-й Пенсильванский пехотный полк: подп. Томас Бренхольтц (р.), май. Эдвард Овертон (р.)
- Бригада Эддисона Фарнсворта
  - 28-й Массачусетский пехотный полк: май. Джордж Картрайт (р), кап. Эндрю Карахер
  - 79-й Нью-Йоркский пехотный полк: подп. Дэвид Моррисон
- Бригада Даниеля Лайже 
  - 46-й Нью-Йоркский пехотный полк: полк. Рудольф Роса (р.), май. Джулиус Паркус
  - 100-й Пенсильванский пехотный полк: подп. Дэвид Леки
- Артиллерия
  - Массачусетский легкоартиллерийский полк, 8-я батарея: кап. Аса Кук
  - 2-й артиллерийский полк, батарея Е: лт. Самуль Бенжамин

Дивизия генерал-майора Джессе Рено
- Бригада Джеймса Негла
  - 2-й Мерилендский пехотный полк: подп. Эуген Дьюри
  - 6-й Нью-Гемпширский пехотный полк: полк. Саймон Гриффин
  - 48-й Пенсильванский пехотный полк: подп. Джошуа Сигфрид
- Бригада Эдварда Ферреро
  - 21-й Массачусетский пехотный полк: полк. Уильям Кларк
  - 51-й Нью-Йоркский пехотный полк: полк. Роберт Поттер
  - 51-й Пенсильванский пехотный полк: полк. Джон Хартранфт
- Артиллерия
  - Пенсильванский легкоартиллерийский полк, батарея D: кап. Джордж Дюрелл